# Jonquières (Aude)
Jonquières è un comune francese di 66 abitanti situato nel dipartimento dell'Aude nella regione dell'Occitania.

## Società

### Evoluzione demografica
Abitanti censiti